# Матіївська сільська рада (Виноградівський район)
| Матіївська сільська рада — колишній орган місцевого самоврядування у Виноградівському районі Закарпатської області з адміністративним центром у с. Матійово. Сільській раді підпорядковані населені пункти: - с. Матійово - с. Вербове - с. Руська Долина |

## Склад ради
Рада складалася з 16 депутатів та голови.

## Керівний склад сільської ради
| ПІБ                         | Основні відомості                                                               | Дата обрання | Дата звільнення |
| --------------------------- | ------------------------------------------------------------------------------- | ------------ | --------------- |
| Сагайдак Василь Миколайович | Сільський голова, 1957 року народження, освіта, безпартійний                    | 26.03.2006   | 31.10.2010      |
| Сагайдак Василь Миколайович | Сільський голова, 1957 року народження, освіта середня загальна, безпартійний   | 31.10.2010   |                 |
| Фурик Ганна Мартонівна      | Сільський голова, 1963 року народження, освіта середня спеціальна, позапартійна | 09.09.2012   |                 |

Примітка: таблиця складена за даними джерела

## Населення
За переписом населення України 2001 року в сільській раді мешкала 1531 особа.

### Мова
Розподіл населення за рідною мовою за даними перепису 2001 року:
| Мова       | Відсоток |
| ---------- | -------- |
| українська | 50,03 %  |
| угорська   | 49,64 %  |
| російська  | 0,26 %   |
| молдовська | 0,06 %   |